# Ель изящная
Ель изя́щная, или Ель япо́нская (лат. Picea polita, или Picea torano) — вечнозелёное дерево; вид рода Ель семейства Сосновые (Pinaceae), произрастающее в Японии.
По поводу латинского названия в научной литературе до сих пор ведётся дискуссия — Picea polita было опубликовано раньше, но некоторые специалисты считают его нелегитимным.

## Распространение и среда обитания
Произрастает на тихоокеанском побережье Хонсю (западнее префектуры Фукусима), также на Сикоку и Кюсю. Предпочитает вулканические почвы на склонах гор, на высотах от (400) 600 до 1700 (1850) метров над уровнем моря.
Климат в ареале влажный морской, со среднегодовой нормой осадков около 1000 мм, снежными зимами и температурами от –20 °C. Иногда образует чисты еловые леса, но чаще встречается в смешанных, вместе с широколиственными и другими хвойными породами.

## Описание вида
Однодомное вечнозелёное дерево до 30 метров высотой и диаметром ствола до 100 см. Кора серо-коричневая, отслаивающаяся. Хвоя жёсткая, колючая (некоторыми считается самой колючей среди елей), ромбовидная в сечении, 15—20 мм длиной, около 2,5 мм шириной, тёмно-зёленая, с полосками устьиц на всех гранях. Мужские шишки цилиндрические, красно-розовые. Женские шишки удлинённо-овальные, сначала зелёные, коричневые при созревании, 7—10 см в длину, 4—4,5 см в ширину.

## Ботаническая классификация
Список синонимов:
- Abies polita Siebold & Zucc., 1842 nom. illeg.
- Abies torano Siebold ex K.Koch, 1830
- Picea polita (Siebold & Zucc.) Carrière, 1855
- Pinus abies Thunb., 1784 nom. illeg.
- Pinus polita (Siebold & Zucc.) Antoine, 1841
- Pinus torano (Siebold ex K.Koch) Voss, 1907